# Paardenprocessie

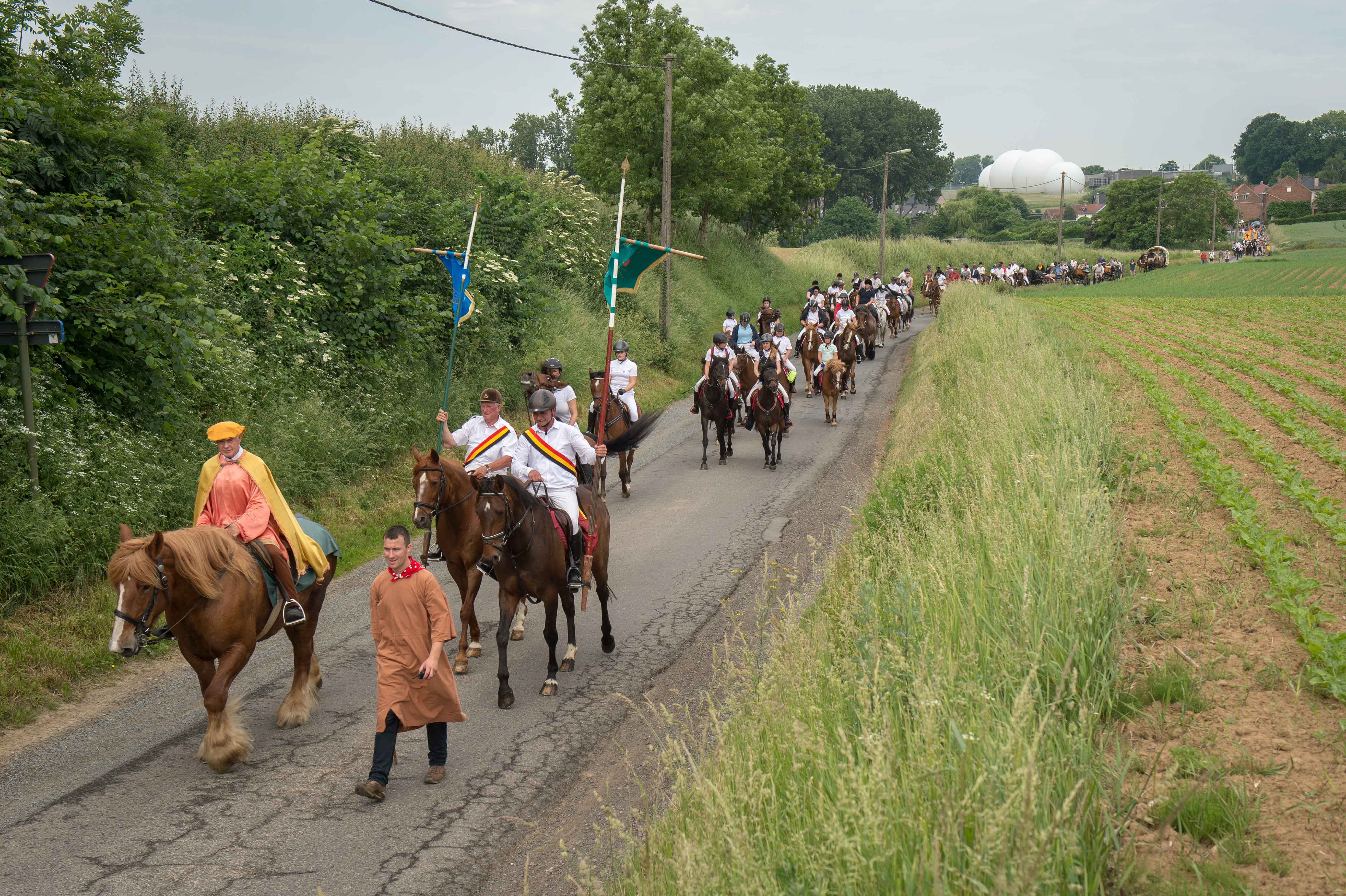
De Paardenprocessie van Kester in het Pajottenland (Vlaams-Brabant)

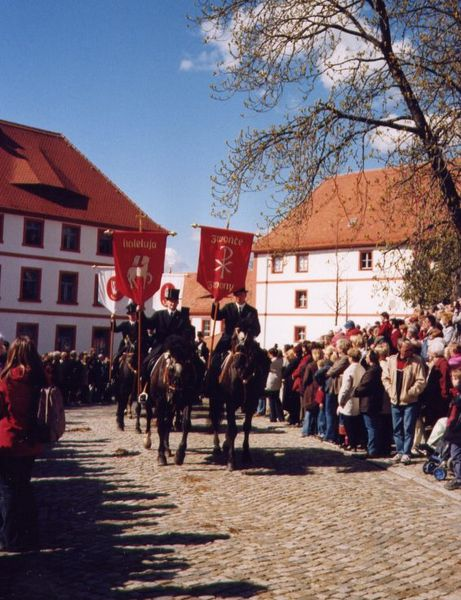
Het Paasrijden van de Sorben in Pančicy-Kukow (Panschwitz-Kuckau).

Een paardenprocessie of paardenommegang is een processie te paard. 

## Paardenprocessie Hakendover
In de Lage Landen is de bekendste paardenprocessie wellicht die van Hakendover, die op paasmaandag plaatsvindt.   

## Paasrijden van deSorben
In de Lausitz houden de katholieke Sorben het zogenaamde Paasrijden op paasmaandag. Paardenprocessies worden in veel Midden-Europese landen gehouden op Sint-Stefanus (tweede kerstdag), die eindigen met de zegening van de paarden.
Het paasrijden is een Sorbisch gebruik, dat voornamelijk in de katholieke Lautsitz tussen Hoyerswerda, Kamenz en Bautzen plaatsvindt. Sinds enkele jaren wordt de paasprocessie ook bij Lutherse Sorben weer ingevoerd. De Sorbische paasprocessies werden voor het eerst in 1541 schriftelijk vermeld.

## Andere paardenprocessies
- Rutten
- Onze-Lieve-Vrouw-Lombeek;
- Paardenprocessie Kester;
- Paardenommegang Mere;
- Paardenommegang Leeuwergem;
- Sint-Pauluspaardenprocessie in Opwijk;
- Straô op Schouwen-Duiveland.